# Leichtathletik-Weltmeisterschaften 2017/Teilnehmer (Bosnien und Herzegowina)
| Gelbes Symbol für Goldmedaillen mit stilisierten Olympischen Ringen | Graues Symbol für Silbermedaillen mit stilisierten Olympischen Ringen | Braundes Symbol für Bronzemedaillen mit stilisierten Olympischen Ringen |
| ------------------------------------------------------------------- | --------------------------------------------------------------------- | ----------------------------------------------------------------------- |
| —                                                                   | —                                                                     | —                                                                       |

Von Bosnien und Herzegowina wurden drei Athleten für die Leichtathletik-Weltmeisterschaften 2017 in London nominiert.

## Ergebnisse

### Männer

#### Laufdisziplinen
| Athlet    | Disziplin | Vorlauf     | Vorlauf | Halbfinale         | Halbfinale         | Finale             | Finale             |
| Athlet    | Disziplin | Zeit        | Platz   | Zeit               | Platz              | Zeit               | Platz              |
| --------- | --------- | ----------- | ------- | ------------------ | ------------------ | ------------------ | ------------------ |
| Amel Tuka | 800 m     | 1:46,54 min | 21      | nicht qualifiziert | nicht qualifiziert | nicht qualifiziert | nicht qualifiziert |

#### Sprung/Wurf
| Athlet      | Disziplin   | Qualifikation | Qualifikation | Finale             | Finale             |
| Athlet      | Disziplin   | Weite         | Platz         | Weite              | Platz              |
| ----------- | ----------- | ------------- | ------------- | ------------------ | ------------------ |
| Hamza Alić  | Kugelstoßen | 18,95 m       | 32            | nicht qualifiziert | nicht qualifiziert |
| Mesud Pezer | Kugelstoßen | 19,88 m       | 21            | nicht qualifiziert | nicht qualifiziert |